# Дзікувко
Дзікувко (пол. Dzikówko, нім. Neu Dieckow) — село в Польщі, у гміні Барлінек Мисліборського повіту Західнопоморського воєводства.
Населення — 80 осіб (2011).
У 1975-1998 роках село належало до Гожовського воєводства.

## Демографія
Демографічна структура станом на 31 березня 2011 року:
|          | Загалом | Допрацездатний вік | Працездатний вік | Постпрацездатний вік |
| -------- | ------- | ------------------ | ---------------- | -------------------- |
| Чоловіки | 43      | 11                 | 29               | 3                    |
| Жінки    | 37      | 6                  | 24               | 7                    |
| Разом    | 80      | 17                 | 53               | 10                   |